# Aeroporto Internazionale di Lusaka
L'Aeroporto di Lusaka (IATA: LUN, ICAO: FLKK) è il più grande aeroporto dello Zambia. Si trova al largo della Grande Via Est, a circa 14 km (8,7 miglia), su strada a nord-est del quartiere centrale degli affari di Lusaka, capitale dello Zambia. Nel 2011, Michael Sata ha rinominato l'aeroporto in onore del primo presidente della Repubblica dello Zambia, Kenneth Kaunda.

## Servizi
L'aeroporto ha una banca con ufficio di cambio, un ufficio postale, ristorante, bar, duty-free shop, farmacia, edicola e una sala VIP. Un help desk turistiche e agenzie di viaggio si possono trovare anche nell'edificio del terminal aeroportuale, nonché un centro business.

## Collegamenti con Lusaka
I taxi sono la forma più comune di trasporto da e per la città, in quanto le distanze sono piuttosto brevi (15-20 minuti al centro della città). La maggior parte delle principali società di noleggio auto sono rappresentate, tuttavia è necessario prenotare in anticipo per organizzare un pick-up, come la maggior parte sono uffici di noleggio in città. C'è anche un mini-bus che passa per l'aeroporto, ma serve solo un unico percorso (centro della città via Strada Grande Oriente).